# Hecte
Hecte o hecteus (en grec antic ἕκτη, ἑκτεύς) i la seva meitat hemiecte o hemiecteu (ἡμίεκτον, ἡμιεκτέον), era un terme usat per indicar unes mesures de líquids i unes divisions monetàries en el sistema mètric grec, i són interessants com a exemple de les divisions de base duodecimal.
En mesures líquides el hecteus era la sisena part del medimne i l'hemiecte n'era la dotzena part. Equivalia a un modi romà, ja que tots dos contenien setze sextarii. En la parla tardana, la paraula va quedar obsoleta i s'usava μόδιος ("modios") en el seu lloc, segons l'usa Galè.
En el cas de les monedes l'hecte era la sisena part d'alguna unitat. Segons Hesiqui de Milet la paraula s'aplicava a les monedes fraccionàries, ja fossin d'or, de plata o de coure. En un sentit ampli, l'òbol de plata, la sisena part d'una dracma, seria un hecte. Però el nom s'aplicava especialment a les monedes fragmentàries d'o i d'electrum (aliatge d'or i plata). Una de les raons del seu valor s'explica perquè les encunyacions de monedes d'or i electrum es feien principalment a l'Àsia menor, on s'usava el sistema oriental de divisió per terços, sisenes i dotzenes, en lloc de per meitats i quarts.
Les monedes que valien una sisena part de l'estatera, fetes d'or o d'electrum van ser molt corrents a les ciutats de Jònia i de Lídia, i a Cízic i a Focea, i era una moneda d'ús freqüent que s'encunyava en grans quantitats. Més endavant Mitilene també va encunyar aquest tipus de monedes. Els hecteus de Focea i de Mitilene que es conserven, tenen una forma arrodonida i presenten un aliatge d'or i plata amb un pes de 35 a 44 grams.